# Pfarrkirche Sankt Aegidi

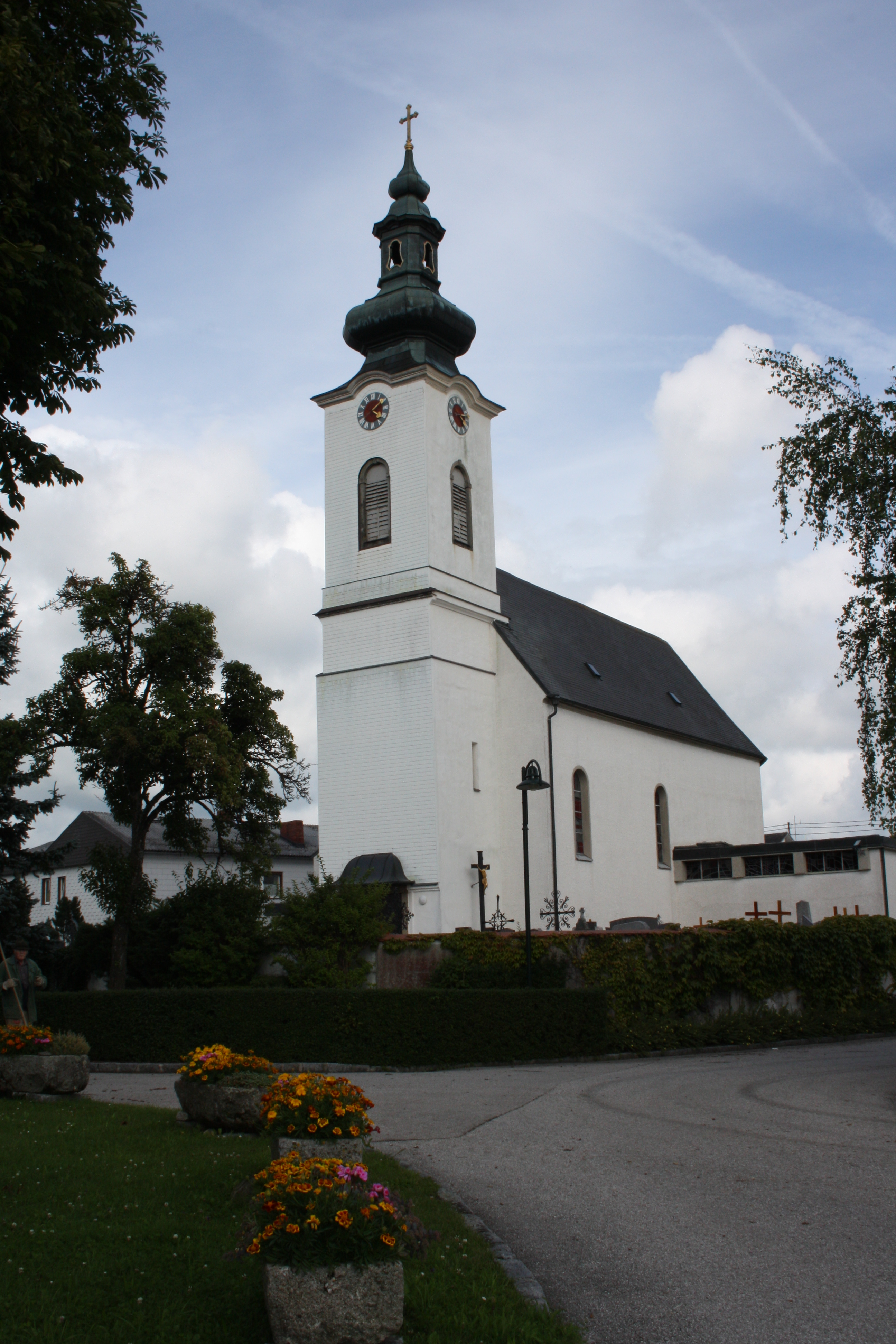
Kath. Pfarrkirche hl. Ägidi in Sankt Aegidi

Die römisch-katholische Pfarrkirche Sankt Aegidi steht in der Gemeinde Sankt Aegidi im Bezirk Schärding in Oberösterreich. Die dem heiligen Ägidius geweihte Kirche gehört zum Dekanat Peuerbach in der Diözese Linz. Die Kirche und der Friedhof stehen unter Denkmalschutz.

## Geschichte
Eine Kirche wurde 1293 urkundlich genannt. Der gotische Chor ist aus dem 16. Jahrhundert. 

## Architektur
Der spätgotische dreijochige (die Joche sind ungleich) netzrippengewölbte Chor hat einen Dreiachtelschluss. Das einschiffige Langhaus trägt ein Tonnengewölbe. Der Westturm trägt einen barocken Helm.

## Ausstattung
Die Einrichtung ist neugotisch. Der Hochaltar trägt spätgotische Statuen hl. Wolfgang und hl. Bernhard aus dem Ende des 15. Jahrhunderts. Im Chor ist ein Gemälde Mariä Himmelfahrt aus dem Ende des 17. Jahrhunderts aus der abgebrochenen Pankraz-Kirche.